# Кранстон (Род-Айленд)
Кра́нстон (англ. Cranston) — город в округе Провиденс, штат Род-Айленд, США. Второй по количеству жителей в штате.

## Описание
Город находится на берегу залива Наррагансетт. Площадь Кранстона составляет 77 км², из которых 3,6 км² (4,5%) составляют открытые водные пространства. Город был основан в 1754 году, 10 марта 1910 года получил статус города (city). Побратимом Кранстона является итальянский город Итри. В 2006 году журналом «Деньги» город был помещён в список «100 лучших мест для жизни», а согласно издательству англ. CQ Press Кранстон входит в «25 самых безопасных городов США». Именно с Кранстона списан вымышленный город Куахог в мультсериале «Гриффины».

## Демография и климат
В Кранстоне проживает 80 387 человек, что делает его третьим городом штата по количеству жителей.
Расовый состав
- Белые — 89,2 %
- Негры и афроамериканцы — 6,8 %

| Климатограмма Кранстона                                     | Климатограмма Кранстона | Климатограмма Кранстона | Климатограмма Кранстона | Климатограмма Кранстона | Климатограмма Кранстона | Климатограмма Кранстона | Климатограмма Кранстона | Климатограмма Кранстона | Климатограмма Кранстона | Климатограмма Кранстона | Климатограмма Кранстона |
| ----------------------------------------------------------- | ----------------------- | ----------------------- | ----------------------- | ----------------------- | ----------------------- | ----------------------- | ----------------------- | ----------------------- | ----------------------- | ----------------------- | ----------------------- |
| Я                                                           | Ф                       | М                       | А                       | М                       | И                       | И                       | А                       | С                       | О                       | Н                       | Д                       |
| 98.0 3 −6                                                   | 87.1 4 −4               | 127.3 9 −1              | 110.7 15 4              | 90.2 20 9               | 92.5 26 14              | 83.6 28 18              | 91.4 27 17              | 99.6 23 13              | 99.8 17 7               | 114.6 12 2              | 107.2 6 −3              |
| Температура в °C • Сумма осадков в мм Источник: weather.com |                         |                         |                         |                         |                         |                         |                         |                         |                         |                         |                         |

## Достопримечательности
- Особняк Уильяма Спрэга — построен ок. 1790 года.
- Дом Томаса Феннера — построен ок. 1677 года, одно из старейших зданий в штате.
- Эджвудский яхт-клуб — работает с 1889 года.
- Тюрьма Говард — построена в 1892 году.